# Wortmann Schuh-Holding
Die Wortmann Schuh-Holding KG ist ein Schuhhersteller mit Sitz in Detmold. Das Familienunternehmen zählt zu den führenden Schuhproduktions- und Schuhvertriebsunternehmen in Europa.

## Geschäftszahlen

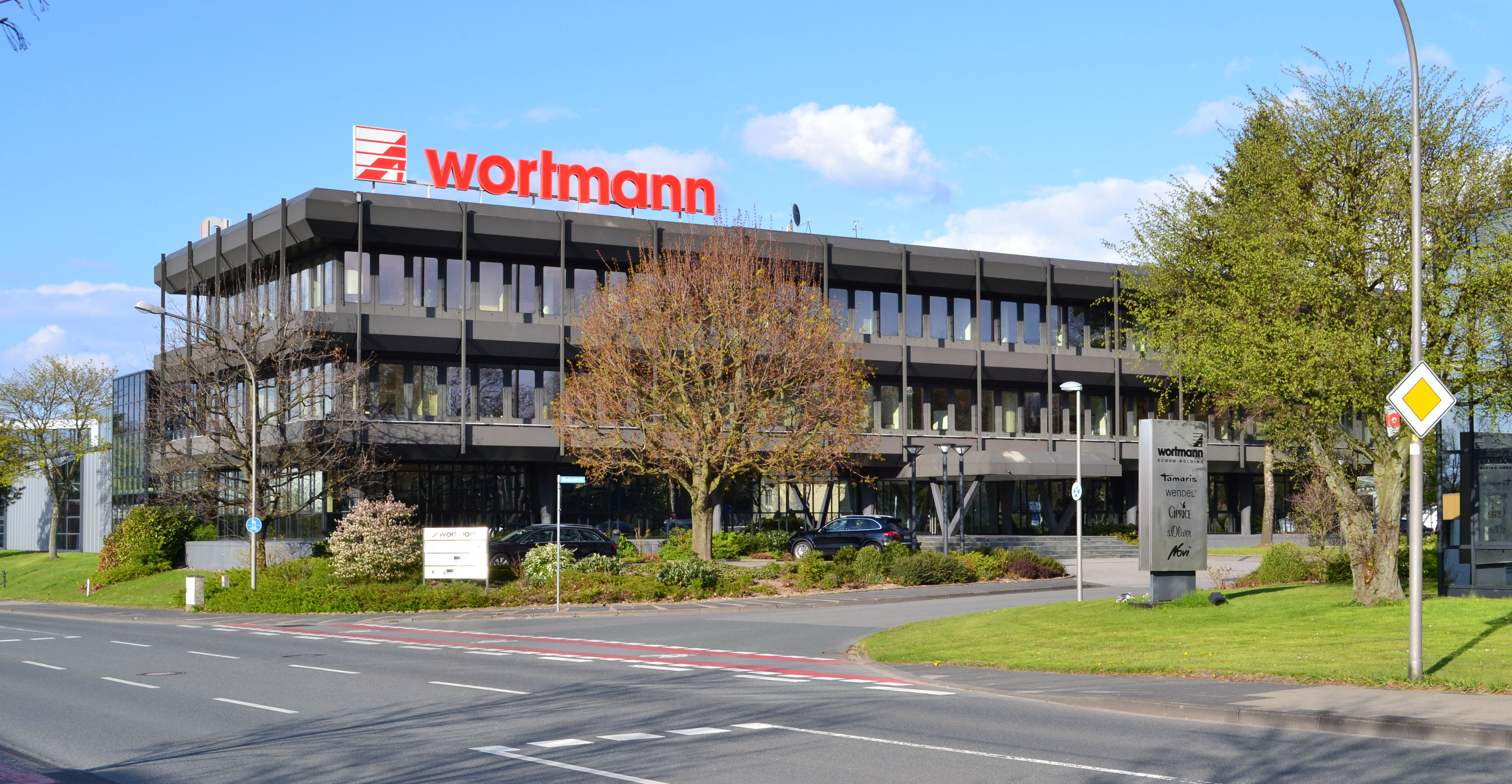
Verwaltungsgebäude in Detmold

Die Wortmann Gruppe ist mit acht Standorten in Europa und weiteren sechs in Asien vertreten. Im Jahr 2021 beschäftigte Wortmann weltweit ca. 1.154 Mitarbeiter, davon 732 in Europa. Zusätzlich produzierten ca. 30.000 Arbeitskräfte für die Detmolder Unternehmensgruppe.
Im Geschäftsjahr 2013 erzielte die Unternehmensgruppe zum ersten Mal einen Gesamtumsatz von über 1,00 Mrd. Euro.
Wortmann vertreibt in über 70 Länder weltweit Schuhe seiner Marken Tamaris, Marco Tozzi, Caprice, Jana, s.Oliver Shoes und Peter Kaiser.

## Geschichte
1967 wurde die Wortmann KG von Horst Wortmann in Detmold gegründet. Dieser Standort dient bis heute als Firmensitz. 1980 übernahm die Wortmann KG die Wendel GmbH & Co. KG (Marco Tozzi). 1990 ist die Caprice Schuhproduktion am Standort Pirmasens entstanden und 1999 wurde die Tochtergesellschaft shoe.com ins Leben gerufen, die seit 2005 die Schuhlizenz der Textilmarke s.Oliver hält. 2000 wurde die Firma Jana shoes (früher a+w shoes) gegründet. Acht Jahre später, im Jahr 2008, sind in Russland die Tochtergesellschaften der Vertriebsschienen Wortmann und Caprice geschaffen worden. Im Herbst 2012 folgten die russischen Vertriebsgesellschaften von Wendel, Jana shoes und shoe.com. Im selben Jahr startete Wortmann seinen Onlineshop für Deutschland und Österreich. Weitere Länder folgen. Die 2010 ins Leben gerufene Wortmann Fashion Retail ist für den gesamten B2C-Bereich inklusive E-Commerce von Tamaris zuständig und betreibt mittlerweile fünf Outlets und 17 Ladengeschäfte. Für die Etablierung der Marke Tamaris auf dem amerikanischen Markt wurde 2014 die Tamaris USA Inc. gegründet.
Im November 2010 nahm Wortmann in Detmold ein neues Logistikzentrum in Betrieb. Im November 2014 eröffnete der Wortmann-Fabrikverkauf in Detmold. Zum 31. Mai 2016 übernahm der Neffe des Firmengründers Horst Wortmann, Jens Beinig, die operative Unternehmensführung.
2023 kaufte Wortmann über die Tochter Caprice die insolvente Peter Kaiser Schuhfabrik.